# Ett extraordinärt äventyr med Spirou och Nicke
Ett extraordinärt äventyr med Spirou och Nicke (franska: Le Spirou de…) är en sidoserie till den fransk-belgiska tecknade serien Spirou. Den startades 2006, som ytterligare en förnyelse av den populära serien. Tidigare har sidoserierna Gaston, Marsupilamis äventyr och Den unge Spirou lanserats, varav de två senare fortsätter att produceras på 2000-talet.

## Historik och stil
Ett extraordinärt äventyr… lanserades i januari 2006. De inblandade serieskaparna har fått fria händer att skapa historier som inte ingår i huvudseriens kronologi, och i princip innehåller varje album en avslutad historia. Fram till 2022 har 25 album producerats, inklusive fyra album av Al Severin med flera som inte marknadsförs officiellt som del av serien. De första kontrakterade serieskaparna var Fabien Vehlmann och Yoann (vilka senare även fått ta över huvudserien), Frank Le Gall och Yann. Serien har även översatts till flera länder där Spirou redan ges ut, inklusive Danmark och Sverige.
De olika serieskaparna har präglat "sina" album med sin egen stil. Émile Bravos album från 2008 är främst en dramakomedi på mörk botten, med handlingen förlagd till ett Bryssel i upptakten till andra världskriget. 2018 kom första delen i en fortsättning, där Bravo berättar historien om Spirous och Nickes upplevelser inför och efter Belgiens inträde i kriget. 2019 publicerades del två, och därefter är ytterligare två album inplanerade; alla volymerna i denna album har varit minst 80 sidor tjocka. Framgångarna i Frankrike har lett till ett antal nytryck och specialeditioner.
Yanns och Olivier Schwartz hittills tre albumhistorier bildar en egen kontinuitet, där Yanns förkärlek för kulturella (i det här fallet koloniala) stereotyper syns tydligt. Feroumonts album från 2016 är en sorts drift med huvudseriens nästan helt maskulina rollkabinett; i den här mysteriehistorien är i princip alla viktigare seriefigurer (utöver Spirou och Nicke) kvinnor eller flickor.
2019 och 2020 kom två historier, där Spirou och Nicke reser i ett förgånget Östeuropa. Spirou à Berlin utspelas 1989, med Spirou och Nicke inblandade i en kidnappningshistoria placerad i Östberlin i det forna DDR; albumet är tecknat av tysken Flix som den första Spirou-historia skapat utanför den franskspråkiga världen. 2020 års Spirou chez les soviets utspelas i Sovjetunionen runt 1960, och titeln refererar delvis till Tintin i Sovjet.

## Album
Nedan listas de franskspråkiga originalvolymerna, samt svenska översättningar med indrag. Albumet listas efter fransk albumutgivning. * markerar album utanför den ordinarie utgivningen av Ett extraordinärt…-album.
| Originaltitel                                                                     | Albumår | Författare           | Tecknare                    | Svensk titel                                             | Sv. år | Noter                                                                      |
| --------------------------------------------------------------------------------- | ------- | -------------------- | --------------------------- | -------------------------------------------------------- | ------ | -------------------------------------------------------------------------- |
| Les Géants pétrifiés                                                              | 2006    | Fabien Vehlmann      | Yoann                       |                                                          |        |                                                                            |
| Les Marais du temps                                                               | 2007    | Frank Le Gall        | Frank Le Gall               |                                                          |        |                                                                            |
| Le Tombeau des Champignac                                                         | 2007    | Yann/Fabrice Tarrin  | Fabrice Tarrin              | Katakomberna under Champignac                            | 2021   |                                                                            |
| Le Journal d'un ingénu                                                            | 2008    | Émile Bravo          | Émile Bravo                 | Spirou – porträtt av hjälten som oskuldsfull ung man     | 2014   | [ 7 ]                                                                      |
| Le Groom vert-de-gris                                                             | 2009    | Yann                 | Olivier Schwartz            | Operation Fladdermus                                     | 2015   | [ 7 ]                                                                      |
| Panique en Atlantique                                                             | 2010    | Lewis Trondheim      | Fabrice Parme               |                                                          |        |                                                                            |
| *Spirou sous le manteau                                                           | 2013    | Al Severin           | Al Severin                  |                                                          |        |                                                                            |
| La Femme-léopard (1/2)                                                            | 2014    | Yann                 | Olivier Schwartz            | Leopardkvinnan                                           | 2016   | [ 7 ] [ 8 ]                                                                |
| La Grosse Tête                                                                    | 2015    | Pierre Makyo/Toldac  | Téhem                       |                                                          |        |                                                                            |
| Fantasio se marie                                                                 | 2016    | Benoît Feroumont     | Benoît Feroumont            | Nicke gifter sig                                         | 2016   |                                                                            |
| La Lumière de Bornéo                                                              | 2016    | Zidrou               | Frank Pé                    | Ljuset från Borneo                                       | 2018   |                                                                            |
| *À tous les coups, c'est Spirou !                                                 | 2016    | Al Severin           | Al Severin                  |                                                          |        |                                                                            |
| Le Maître des hosties noires (La Femme-léopard 2/2)                               | 2017    | Yann                 | Olivier Schwartz            | De svarta hostiornas herre                               | 2017   |                                                                            |
| Il s'appelait Ptirou                                                              | 2017    | Yves Sente           | Laurent Verron              |                                                          |        |                                                                            |
| *Le Triomphe de Zorglub                                                           | 2018    | Olivier Bocquet      | Brice Cossu/Alexis Sentenac |                                                          |        |                                                                            |
| Fondation Z                                                                       | 2018    | Denis-Pierre Filippi | Fabrice Lebeault            |                                                          |        |                                                                            |
| Spirou ou l'espoir malgré tout (Première partie: Un mauvais départ)               | 2018    | Émile Bravo          | Émile Bravo                 | Hoppets tid – första delen (En dålig början)             | 2018   |                                                                            |
| *Le Petit Théâtre de Spirou                                                       | 2018    | Al Severin           | Al Severin                  |                                                          |        |                                                                            |
| Spirou in Berlin                                                                  | 2018    | Flix                 | Flix                        | Spirou i Berlin                                          | 2020   | originalutgiven på tyska                                                   |
| Spirou ou l'espoir malgré tout (Deuxième partie: Un peu plus loin vers l'horreur) | 2019    | Émile Bravo          | Émile Bravo                 | Hoppets tid – andra delen (Ett steg närmare undergången) | 2019   | [ a ]                                                                      |
| Spirou chez les soviets                                                           | 2020    | Fred Neidhardt       | Fabrice Tarrin              | Spirou i Sovjet                                          | 2020   |                                                                            |
| Pacific Palace                                                                    | 2020    | Christian Durieux    | Christian Durieux           | Pacific Palace                                           | 2022   |                                                                            |
| Spirou ou l'espoir malgré tout (Troisième partie: Un départ vers la fin)          | 2021    | Émile Bravo          | Émile Bravo                 | Hoppets tid – tredje delen (Början på slutet)            | 2021   |                                                                            |
| Spirou ou l'espoir malgré tout (Quatrième partie: Une fin et un nouveau départ)   | 2022    | Émile Bravo          | Émile Bravo                 | Hoppets tid – fjärde delen (Ett slut och en ny början)   | 2022   |                                                                            |
| Spirou chez le fous                                                               | 2022    | Jul                  | Libon                       |                                                          |        |                                                                            |
| Spirou et la gorgone bleue                                                        | 2023    | Yann                 | Dany                        |                                                          |        | Franska albumet indraget 31 oktober 2024 pga. rasistiska personteckningar. |